# Young Lords
Les Young Lords (« Jeunes seigneurs »), qui deviendront plus tard la Young Lords Organization (YLO) à Chicago, puis à New York, en particulier dans le Spanish Harlem, le Young Lords Party (YLP), est un ancien groupe d'extrême gauche défendant le nationalisme portoricain et les droits des Portoricains aux États-Unis. Proche de groupes similaires tels les Black Panthers, il est particulièrement actif dans les années 1960 et jusqu'en 1973, au moment de l'intensification des luttes pour les droits civiques. Les Young Lords, qui comprennent également des Afro-Américains, des Mexicains, des Cubains ou des Dominicains, sont particulièrement présents à New York et à Chicago, où le collectif trouve ses origines dans un gang du quartier de Lincoln Park.

## Histoire

### Fondation
Formé à l'origine par des membres d'un gang de Chicago, dont certains avaient participé aux émeutes de Division Street de juin 1966, les Young Lords eurent comme priorité la lutte contre la gentrification de la ville, alors que le maire Richard Daley soutenait des programmes qui menaient à l'expulsion de fait de la communauté portoricaine de l'ensemble de la ville. Son leader, Jose Cha Cha Jimenez, avait rencontré le Black Panther Fred Hampton en prison et avait formé la Young Lords Organization (YLO) en 1968 en s'appuyant sur les membres de son gang. Avec les Black Panthers et d'autres groupes, la YLO formera la Rainbow Coalition.
La section régionale de New York, d'orientation marxiste-léniniste, fut fondée le 26 juillet 1969, et devint rapidement le noyau d'un groupe actif sur la côte Est. Nombre de ces militants new-yorkais s'étaient rencontrés au sein de la Sociedad de Albizus Campos formée à l'Université SUNI - Old Westbury (en).
Les Young Lords attirèrent l'attention du public américain après avoir organisé des manifestations protestant contre l'oppression des Portoricains et durant lesquelles ils occupèrent la Première Église méthodiste espagnole à Harlem le 28 décembre 1969. Lors des 11 jours d'occupation, ils distribuèrent des vivres aux riverains, avant d'être expulsés par le New York City Police Department (NYPD), qui arrêta 105 membres du groupe.
Peu de temps auparavant, en septembre, deux soutiens importants des Young Lords — le pasteur des Méthodistes unis, le révérend Bruce Johnson, et sa femme Eugenia, de la Chicago People's Church, où était basé le QG des Young Lords — avaient été découverts assassinés, tués de plusieurs coups de couteaux.
La capacité de mobilisation des Young Lords, qui faisaient venir des milliers de personnes à leurs actions, les rendit vite célèbre. De nouvelles sections furent ouvertes à Philadelphie, Bridgeport, Newark, New Jersey, Milwaukee, Los Angeles, Hayward (Californie), et d'autres villes abritant une importante population d'origine portoricaine, ainsi qu'à Porto Rico fin 1970.

### Actions et mobilisation
Les Young Lords défendaient les Portoricains des États-Unis, tout en militant pour l'indépendance de Porto Rico, thème qu'ils relaient toujours à leur action dans les quartiers. Malgré ces objectifs, un tiers des membres, dont une partie des cadres, n'étaient pas des Nuyoricans ou d'origine portoricaine.
Outre l'accent mis sur les droits des résidents portoricains menacés par les opérations d'urbanisme et la gentrification, ils luttaient contre les violences policières, pour l'accès aux soins, etc. Leur influence et leur importance numérique augmenta tout au long des années 1960-70, en particulier entre 1968 et 1983, bien que le groupe était quasiment détruit en 1973.

#### Presse
En mars 1970, ils ouvrirent le South Bronx Information Center, QG de leur organe de presse, Pa'lante (contraction de Para Adelante, En avant!), distribué par la section de New York. Ils bénéficièrent de l'appui de compagnons de route, tels que l'avocat Geraldo Rivera. D'autres journaux ont également été créés par les Young Lords, dont le journal éponyme The Young Lord ou Pitirre.

#### Santé, éducation et urbanisme
À l'instar des Black Panthers, les Young Lords s'investirent dans les quartiers en organisant des programmes de free breakfast (petit-déjeuners gratuits) pour lutter contre la faim et en ouvrant des cliniques de santé, notamment pour y pratiquer des tests de dépistage de la tuberculose ou du saturnisme — à la suite de cette campagne, le New York City Health Department (en) mit en place un Bureau of Lead Poisoning Control — ainsi qu'en procédant à des distributions de vêtements ou à la mise en place d'événements culturels et de cours d'histoire de Porto Rico. Un cabinet de dentiste gratuit officiait à Chicago, ainsi qu'un day care center pour les enfants en bas âge.
Les Young Lords s'investissaient également dans la lutte pour les droits des vétérans du Viêt Nam ainsi que dans la défense des prisonniers politiques, à une époque où les militants des droits civiques étaient fréquemment la cible d'opérations de déstabilisation de la part des autorités et de l'État (voir, par exemple, le procès des Panther 21). En septembre 1971, lors de la mutinerie d'Attica, les détenus réclament la médiation d'un membre des Young Lords.
Ils menaient également nombre d'occupations sans titre de locaux désaffectés, d'hôpitaux ou d'églises (dont l'occupation pendant une semaine du McCormick Theological Seminary (en) de Chicago, au bout de laquelle ils obtinrent 650,000 dollars afin de financer des logements sociaux pour les résidents de Lincoln Park), afin de susciter la création de programmes sociaux. À New York, ils organisèrent en 1969 une campagne, la Garbage Offensive, pour pousser le maire à améliorer la collecte des déchets à Spanish Harlem, et nettoyaient eux-mêmes les trottoirs, un balai en main.
Devant l'inefficacité de la prévention de la tuberculose dans les quartiers populaires, ils s'emparèrent pacifiquement, le 17 juin 1970, d'un camion doté d'un générateur de rayons X, avec l'accord de l'équipe médicale, afin de tester les habitants d'Harlem. L'opération, médiatisée à l'avance par les Young Lords, fut un succès tel qu'on leur accorda l'autorisation de continuer à s'en servir 7 jours sur 7, le Département de la Santé payant les techniciens. Peu de temps après, ils occupèrent pendant 12 heures le Lincoln Hospital (en) dans le Bronx, mettant en place des tests de dépistage, etc.. Après le décès de Carmen Rodriguez à l'hôpital lors d'une interruption volontaire de grossesse, le groupe obtint la démission de l'obstétricien Joseph J. Smith.
Une campagne de quatre mois à Chicago, au People's Park, permit d'empêcher un projet de création d'un club de tennis privé pour lequel l'expulsion de résidents chicanos était prévue.

#### Féminisme et positions pro-gays
Sous l'influence de ses cadres dirigeantes, la section new-yorkaise luttait également pour le droit des femmes. À Chicago, c'est sous l'influence d'un groupe mené par Hilda Ignatin, Judy Cordero et Angela Adorno, les Mothers And Others, que les Young Lords s'investirent dans la lutte féministe.

À New York, les femmes des Young Lords protestent dès 1969 contre le machisme des dirigeants. Le programme du parti affirme notamment : 

« Le machisme doit être révolutionnaire. »

Pour les femmes, notamment Iris Morales et Denise Oliver, c'est un « oxymore ». Après un an de luttes internes, elles obtiennent que le programme du parti soit changé, en : « Nous voulons l'égalité pour les femmes, à bas le machisme et le patriarcat. » Elles obtiennent aussi l'entrée de deux femmes au Comité Central : Denise Oliver puis Gloria Gonzalez.
Le féminisme des Young Lords de New York se traduit par une série de pratiques destinées à assurer l'égalité réelle des hommes et des femmes. Les femmes créent notamment un Women's Caucus, un groupe de parole non-mixte réservé aux femmes. Au sein du Caucus, les femmes plus expérimentées enseignent notamment aux plus jeunes à lutter contre « la passivité féminine », et leur apprennent à dépasser leurs réflexes culturels de timidité et d'effacement devant les leaders masculins.
À la suite de la création du Women's Caucus, les hommes des Young Lords créent à leur tour un Men's Caucus, dans lequel ils s'efforcent de déconstruire leurs réflexes machistes et interrogent, avec un succès variable, les constructions culturelles de la virilité,.
Les Young Lords organisent aussi un Caucus pour les membres gays et lesbiens, le Young Lords' Lesbian and Gay Caucus, auquel participe notamment la dragqueen Sylvia Rivera, qui avait participé aux émeutes de Stonewall en 1969.
Le Caucus féminin militera pour le droit à l'avortement tout en soulignant que les femmes pauvres avaient d'autant moins la possibilité d'élever des enfants, et attira l'attention du public sur les campagnes de stérilisation contrainte menées lors de la décennie précédente sur des portoricaines.
Rivera fondera le Street Transvestite Action Revolutionaries, tandis que les Young Lords s'allieront avec le Gay Liberation Front et le Third World Gay Liberation.

#### Relations avec les autres mouvements
Défendant sur le papier le droit à l'autodéfense également revendiqué par les Black Panthers, les Young Lords n'utilisèrent cependant que rarement celui-ci (ce fut le cas après la fusillade contre Manuel Ramos, le « suicide » de Julio Roldan alors détenu en garde à vue par la police new-yorkaise, ou après l'assassinat de Bruce et Eugenia Johnson).
Outre la Rainbow Coalition à Chicago, la section new-yorkaise coopérait avec les Black Panthers au sein du Health Revolutionary Unity Movement (HRUM) pour défendre l'accès aux soins des populations défavorisées. Outre les Black Panthers, les Young Lords étaient également proches de groupes tels que les Chicano Brown Berets, Crusade for Justice, les Black Berets (en), Rising Up Angry, Students for a Democratic Society, le Movimiento Pro-Independencia (en) (MPI), le Puerto Rican Nationalist Party, le Parti indépendantiste portoricain (PIP), le Communist Party USA, les Red Guard Party (en), les Damas y Caballeros de San Juan et nombre de militants de quartiers.
Le collectif participa ainsi à l'effervescence sociale des années 1960-1970 aux États-Unis, marquée par la mobilisation contre la guerre du Viêt Nam et pour la défense des droits civiques. Angela Adorno rencontrait ainsi des Vietnamiennes ; Omar Lopez (aujourd'hui impliqué dans la défense des immigrés) et Richie Perez fondèrent la Puerto Rican Student Union.

### Scission de 1970 et répression du mouvement
Tout comme le Black Panther Party (BPP), les Young Lords appelèrent leurs cadres dirigeants « ministres ». En mai 1970, la section new-yorkaise se sépara du groupe de Chicago et prit le nom de Young Lords Party. Celui-là était dirigé par le secrétaire général Felipe Luciano (en), le ministre de la Défense David Perez, le ministre de l'Education Juan González (en), le ministre de l'Information Pablo Guzmán (en), le ministre des Finances Juan Fi Ortiz et le Field Marshal Denise Oliver. Divers groupes de la Côte Est adhèrent au nouveau parti, tandis que les autres groupes nationaux demeuraient attachés à la section de Chicago.
C'est aussi durant cette période que les Young Lords firent l'objet, comme les Black Panthers, de la répression du FBI menée dans le cadre du programme de déstabilisation et d'infiltration COINTELPRO, ainsi que d'infiltration des Red squads (en) (unités de police spécialisées). Une partie des membres du groupe furent contraints d'entrer dans la clandestinité. Le 4 décembre 1972, trois ans après le raid au cours duquel deux Black Panthers (dont Fred Hampton) avaient été assassinés, le dirigeant des Young Lords Cha-Cha Jimenez se rendit à la police et écopa d'une peine de prison d'un an. Dès sa libération, il fut soutenu par les Young Lords lors des élections municipales de Chicago, obtenant 39 % des voix contre le candidat du maire Richard Daley. Après la campagne électorale, qui faisait elle-même suite à la tentative électorale de Bobby Seale, Jimenez fut à nouveau incarcéré pendant neuf mois dans l'attente d'un procès où il était accusé d'une prise d'otages en soutien aux Fuerzas Armadas de Liberación Nacional Puertorriqueña (en) (FALN).

### Renaissance culturelle et années 1980
Dans les années 1970, les Young Lords inspirèrent un mouvement de renaissance culturelle dans la communauté porto-ricaine, particulièrement actif dans la musique et la poésie. Felipe Luciano (en), déjà connu en tant que poète parmi les cercles de la libération noire à Harlem, récitait les poèmes écrits alors qu'il était membre du groupe The Last Poets. Pedro Pietri (en) récitait aussi ses poèmes lors de rassemblements des Young Lords, tels le Suicide Note of a Cockroach in a Low Income Project. La chanson Que Bonita Bandera, écrite par Pepe y Flora à Porto Rico, devint l'hymne national des Young Lords de Chicago. De nombreux musiciens ayant participé à l'invention de la salsa, dont Eddie Palmieri, Ray Barretto ou Willie Colón, écrivirent des chansons à l'adresse des Porto-ricains.
En 1982, les Young Lords firent partie de la coalition victorieuse soutenant le candidat afro-américain à la municipalité de Chicago, Harold Washington, qui devint le premier maire noir de Chicago.

## Devenir des militants Young Lords
Après différentes scissions internes, les Young Lords se disloquèrent vers 1973, une partie d'entre eux rejoignant le nouveau Puerto Rican Workers' Revolutionary Party (en), plus ou moins maoïste, qui préconisait d'organiser les ouvriers, ce qui marqua une évolution vers le marxisme-léninisme orthodoxe, au détriment de l'organisation d'actions de quartier. L'insistance sur la santé demeura cependant : d'anciens membres des Young Lords, devenus acupuncteurs, fondèrent ainsi dans le Bronx en 1970 le Lincoln Hospital Detox Center pour aider les toxicomanes à trouver des techniques alternatives à la méthadone. Fermé en 1978 par le maire Edward Koch, le centre n'existe plus mais une clinique utilisant l'acupuncture comme technique de désintoxication existe toujours à l'Hôpital Lincoln, et l'ex-Young Lord Walter Bosque en demeure son directeur.
Les militants et cadres des Young Lords se dispersèrent ainsi. Certains devinrent journalistes (Felipe Luciano (en), Juan González (ex-militant de la Students for a Democratic Society), Pablo Guzmán (en)). D'autres militèrent au sein du National Congress for Puerto Rican Rights (NCPRR). Francesco Torres-Rivera, porto-ricain immigré à East Harlem et vétéran du Viêt Nam, rejoignit les Black Panthers puis la Black Liberation Army avec son frère, trouvant les Young Lords trop modérés. En 2007, il devint l'un des 8 de San Francisco (en) inculpés pour le meurtre d'un policier en 1971 et fit l'objet d'une campagne de soutien international à laquelle participèrent plusieurs Prix Nobel de la paix.
Nelson Merced (en) devint en 1988 le premier latino à être élu à la Chambre du Massachusetts. Myrna Martinez devint juge aux affaires familiales ; Marlene Cintron dirigea de 1989 à 1993 les Affaires hispaniques pour le maire de New York David Dinkins avant de travailler pour Merrill Lynch ; Juan Ramos, ex-capitaine de la section de Philadelphie, dirige une entreprise du BTP et est le vice-secrétaire du Police Civilian Review Board de la ville ; Harry Mirach est haut-fonctionnaire du Department of Public Welfare de Pennsylvanie et secrétaire de la section de Pennsylvanie de la National Association of Hispanic Federal Executives; José (Pai) Diaz, ex-instructeur en arts martiaux des Lords, est cadre d'American Express et champion d'arts martiaux de Floride.
De nombreux anciens militants continuent des activités de quartier ou sont travailleurs sociaux : Alfredo Gonzalez est impliqué dans des cercles anarchistes dans le quartier d'East Side ; Richie Perez est cadre du Community Service Society ; Luis Garden Acosta est responsable de l'agence de jeunesse Youth Agency à Brooklyn ; Denise Oliver, qui étudie l'anthropologie urbaine, travaille au sein d'une association de défense des séropositifs à East Harlem ; Vicente Alba dirige une section régionale du National Congress for Puerto Rican Rights; Gabriel Torres travaille pour le Center for Constitutional Rights (CCR). Sonia Ivany, la première militante des Young Lords, Minerva Solla et Edgar DeJesus sont tous devenus syndicalistes. Che Nieves, qui devint membre des Young Lords alors qu'il était détenu à la prison d'Attica, est désormais conseiller pour toxicomanes, tandis que Wilfredo Rojas, ancien cadre des Young Lords à Philadelphie, travaille dans l'administration pénitentiaire en tant que prison supervisor. D'autres, dont George Lemus, Ramon Morales ou Jenny Camacho, travaillent dans l'informatique.
À l'automne 1995, Cha-Cha Jimenez rassembla d'anciens membres des Young Lords pour former le Lincoln Park Project visant à documenter l'histoire des Young Lords et du militantisme de quartier à Chicago.

### Filmographie
- ¡ Palante, siempre Palante !, produit par Iris Morales, ex-membre des Young Lords, aujourd'hui avocate du Puerto Rican Legal Defense and Education Fund (en)
- Extrait d'El Pueblo se Levanta, Newsreel (manifestation des Young Lords); autre extrait sur l'occupation de l'église méthodiste à New York (voir aussi le trailer).